# Sugar*Style
『Sugar*Style』（シュガー スタイル）は、SMEEより2019年1月25日に発売された18禁恋愛アドベンチャーゲーム。一般向けソフトとしてPlayStation 4版とNintendo Switch版がエンターグラムより2021年6月24日に発売された。
ミニファンディスクとして2019年6月28日に『Sugar*Style Music and Happiness Pack』が発売。

## システム・開発
本作は専門学校に通う事となった主人公が下宿先で知り合ったヒロインと仲良くなっていく恋愛アドベンチャーゲーム。
プロローグの時点で攻略するヒロインを選択するスタイルで、その後に下宿先における自分の役割を「ハウスワーク」「カーペンター」「エンターテイナー」「セキュリティ」から選ぶと、選んだ役割によって共通ルートでイベント内容に変化が生じる（ただしヒロインの攻略そのものに影響はない）。またヒロインとの仲が進展すると特定のタイミングで彼女の部屋を調べられるようになる。前作『Making*Lovers』ではヒロイン同士の絡みがほとんど存在せず、ディレクションの宅本うとは公式ブログで「ヒロイン同士の絡みをもっと見たいという意見があったため、本作はヒロインの絡みが重要になる企画にした」と述べている。
また、ヒロインの部屋をあさる「ルームアクション」は共同ディレクターの一人・早瀬ゆうの発言がきっかけで導入された。なお、ヒロインが主人公が部屋をあさっているところを見つけて咎める演出が発生する場合もあるが、好感度には影響しない。

## あらすじ
主人公の織辺一季は、両親が夜逃げするなどのトラブルが続いたせいでやりたい事も出来ず、将来への展望も見えていなかった。自分のやりたい事を探すため、親戚の計らいで超大型の専門学校・詩頼アーネストアカデミーに通うことを決意する。そして彼の新しい住居である学生寮「ひだまり荘」には女性ばかりが住んでいた。

## 登場人物

### 主人公
織辺 一季（おりべ かずき）※名前変更可能
両親が多額の借金を抱えて夜逃げするなどのトラブル続きで進路も決まっていなかったが、親戚の計らいで「ひだまり荘」に住む事になったごく普通の青年。特に何がやりたいのか決まっている訳ではなく、とりあえずクリエイター科に入学している。
入寮してすぐエリカのいたずらにより他の寮生から警戒される事となるが、アカデミーや寮での交流を経て徐々に打ち解けていく。

### メインヒロイン
森角 初楓（もりすみ いちか）
声：まのめるか
調理科のブーランジェリーコースに通う、同い年の寮生。
調理科の講師で姉妹のように仲の良いひふみに影響されてパン職人を目指すようになる。
元々料理が趣味で、特に分量などの細かい調整が必要な手間のかかる料理を作るのが好きな反面、照り焼きなどの簡単な料理は「出来上がるまでのプロセスが少なくなる」と言う理由で調理することを嫌う。
仲の良い友人たちとは普通に会話をするが、それ以外では人見知りで大人しくしている事がある。
また表面上は下ネタ等を嫌っているが実はムッツリスケベで、真っ先に話に食いついて来たりと性への関心は強い。
楠木 晴（くすのき はれ）
声：南波みみ
運動科のスポーツインストラクターコースに通う、同い年の寮生。
両親がプロテニスプレイヤーで自身も3歳の頃からテニスの英才教育を受けており、全国大会ベスト8に残った実績を持つ。
「ボールを打った数だけ上手くなる」という体育会系の考え方をしているが、料理が得意で花についての知識も豊富と女の子らしい面も多い。
自身が音痴である事を自覚している上で「歌わざるを得ない空気を押し付けられる現代社会におけるパワハラ」としてカラオケが大の苦手。また自身オリジナルのスポーツドリンクに「晴汁」と名付けるなどネーミングセンスに問題があり、よく一希たちに弄られる。
本人に自覚は無いが甘え上手。
皆見 真央（みなみ まお）
声：花澤さくら
教育学科の保育コースに通う、1つ年下の寮生。
父親から自立するために猛勉強をし、飛び級でアーネストアカデミーに入学したためアカデミー内での学年は他の寮生と一緒。
年齢が一番下ということもあって寮では可愛がられているが、弟と妹の前ではしっかりと姉として振舞っている。子どもが好きで将来の夢は保育士。
親しい人の前では明るく元気な性格だが、極度の人見知りでアカデミー内では一人でいる事が多い。真面目な性格故に一希からよく弄られている。
弟と妹の世話を見ていたこともあって料理は得意だが、ひまわり寮に来てからは初楓が台所を取り仕切ってしまい腕を振るえない事を不満に感じている。
冬月 かなめ（ふゆつき －）
声：叶芽枢
音楽科のピアニストコースに通う2つ年上の寮生。
自分で働いて学費を稼いでいたために入学が遅く、アカデミー内での学年は他の寮生と一緒。
他人に対してはクールな立ち振る舞いをしているが、ぬいぐるみや猫が好きで、猫をモチーフとした「ニャンダバー」というゆるキャラの大ファン。
整った容姿とクールな雰囲気から入学式で他の生徒から注目を浴びており、一部の生徒からは「ビューティプリンセス」と呼び特別扱いされている。ただしかなめ本人はこの呼ばれ方を嫌がっている。
実はアニメを好むオタク気質で「おさんぽミルク」名義で成人向け漫画家として活動しているが、周囲にはひた隠しにしている。

### サブキャラ
椿 薫（つばき かおる）
声：花宮ひかり
一希の親戚（叔母の娘）で「ひだまり荘」の管理人。詩頼アーネストアカデミーにおいてクリエイター科の講師も務めている。
かなりズボラな性格で、寮の管理は役割分担と称して寮生に押し付け、休みの日は昼間からビールを飲んで過ごしている。
家事全般が苦手で、特に料理は過去に交際相手が浮気したことを思い出すらしく壊滅的。
PS4/Switch版コンシュマーではヒロイン枠に昇格している
宮前 エリカ（みやまえ　－ ）
声：真宮ゆず
薫と共に「ひだまり荘」に住んでいる。
一希を「変態」かなめを「かなかな」等、寮生をあだ名で呼んでいる。
名前を漢字表記にすると「笑里香」だが、名前に「笑」の文字が入っているのが気に入らないためカタカナで名前を書いている。
PS4/Switch版コンシュマーではヒロイン枠に昇格している。
皇 ひふみ（すめらぎ － ）
声：鈴木クルタ
詩頼アーネストアカデミーで調理科の講師を務めている女性。初楓とは昔からの顔なじみ。
自身が運営しているブログに様々なパンの作り方などを記載しており評判は上々。
伊集院 晃（いじゅういん あきら）
声：草凪奏太
一希の中学時代からの知人で、一希と同じくクリエイター科に通う。
特別仲が良い訳ではないが、様々なめぐり合わせによりアカデミーまで一緒になった腐れ縁。
阿部 ぴろし（あべ － ）
声：大河大
晃の小学校時代の友人で、アカデミー入学時に数年ぶりに顔を合わせた。一希や晃と同様クリエイター科に通う。
名前の「ぴろし」は芸名ではなく本名なのだが、名前の事を言われるとショックを受ける。

## 主題歌
オープニングテーマ「Day before Memory」
作詞：永原さくら、作曲：マグナム三郎、ねいびー、編曲：大仏太郎　音楽制作：SONO MAKERS 、歌：isle
エンディングテーマ「Happy Opening!」
作詞：永原さくら、作曲：マグナム二郎、天神B、編曲：天神B、音楽制作：SONO MAKERS、歌：S♡猫